# Polacchi
I polacchi (in polacco: Polacy) sono un popolo slavo occidentale, originario della Polonia, dove rappresentano il gruppo etnico di maggioranza con oltre il 96% della popolazione.
Non esiste una definizione univoca di "polacchi". Secondo la Costituzione polacca, la nazione di Polonia è composta da tutti i cittadini polacchi. Gli etnologi indicano con il gruppo etnico dei polacchi tutti coloro che sono di madrelingua polacca, sebbene esistano diversi sottogruppi che mostrano un retroterra culturale correlato alla storia polacca ma che non usano, come lingua primaria, il polacco. Si indicano come antenati dell'attuale gruppo etnico polacco la tribù di lingua lechitica dei Polani, che erano stanziati fino all'VIII secolo tra i fiumi Oder e Bug Occidentale, tra i Carpazi ed il Mar Baltico.

## Statistiche

Mappa che mostra la diaspora polacca nel mondo

I polacchi sono secondi tra le genti slave dopo i russi in termini di popolazione, prima degli ucraini, ed hanno il maggior numero di appartenenti alla Chiesa cattolica. Le stime variano, attestandosi sui 50 milioni. Ci sono 38 milioni di polacchi in Polonia così come minoranze negli Stati vicini, quali Germania, Lituania, Ucraina, e Bielorussia. Ci sono alcune minoranze meno rilevanti in altri Stati come Moldavia e Lettonia. Da notare anche una minoranza polacca in Russia, dove in passato fu trasferita forzatamente. Il numero totale di polacchi residenti nell'ex Unione Sovietica è stimato attorno ai 3 milioni.
I risultati del censimento ufficiale del governo polacco sono rappresentati a destra.
Il termine "Polonia" è di solito usato in Polonia per riferirsi alle persone di origine polacca che vivono al di fuori dei confini polacchi, stimate ufficialmente tra i 10 e i 20 milioni. C'è una notevole diaspora polacca negli Stati Uniti, in Canada, e in Brasile (vedi polacchi brasiliani). Negli Stati Uniti c'è un notevole numero di immigrati polacchi stanziati a Chicago, Detroit, New York e Buffalo. In anni recenti, da quando la Polonia è entrata a far parte dell'Unione europea, molti polacchi sono emigrati in Paesi come l'Irlanda, dove circa 150 000 polacchi sono entrati nel mercato del lavoro e nel Regno Unito, dove ne sono entrati in un quarto di milione.
Una piccola comunità di origine polacca, denominata poloné, vive dal XIX secolo nell'isola caraibica di Haiti, principalmente nei villaggi di Cazale e Fond-des-Blancs. Essa discende da militari dissidenti polacchi che si unirono alla rivoluzione haitiana e furono quindi risparmiati dal massacro dei bianchi del 1804. Stabilitisi definitivamente in loco, sposarono donne locali e nella costituzione dell'anno seguente si videro riconosciuto il diritto di possedere terra.

## Tribù medioevali polacche
Questa che segue è una lista di tribù stanziate nell'attuale territorio polacco durante il medioevo e che hanno tutte contribuito alla formazione dello stato polacco e di un gruppo etnico che può essere ad esso correlato. Alcune di esse si sono sviluppate dando origine a gruppi etnici separati mentre altre hanno contribuito maggiormente alla creazione di una identità nazionale polacca.
- Mazuriani
- Polani
- Silesiani
- Warmiak
- Pomerani
  - Casciubi
  - Slovinzi
  - Kociewiacy
  - Borowiacy
- Bieżuńczanie
- Bobrzanie
- Dziadoszanie
- Golęszyce
- Goplani
- Lędzianie
- Masoviani
- Opolanie
- Kujawianie
- Pyrzyczanie
- Ślężanie
- Trzebowianie
- Vistulani